# Пісківська сільська рада (Горохівський район)
Піскі́вська сільська́ ра́да — адміністративно-територіальна одиниця та орган місцевого самоврядування в Горохівському районі Волинської області. Адміністративний центр — село Піски.

## Загальні відомості
- Територія ради: 30,344 км².
- Населення ради: 1200 осіб (станом на 2001 рік). Кількість дворів — 484.
- Територією ради протікає річка Стир.

## Населені пункти
Сільраді підпорядковані населені пункти:
- с. Піски
- с. Антонівка
- с. Гектари

## Населення
Згідно з переписом УРСР 1989 року чисельність наявного населення сільської ради становила 1258 осіб, з яких 558 чоловіків та 700 жінок.
За переписом населення України 2001 року в сільській раді мешкало 1200 осіб.

### Мова
Розподіл населення за рідною мовою за даними перепису 2001 року:
| Мова       | Відсоток |
| ---------- | -------- |
| українська | 99,42 %  |
| російська  | 0,25 %   |
| вірменська | 0,08 %   |
| угорська   | 0,08 %   |

## Господарська діяльність
В Пісківській сільській раді працює 1 школа: неповна середня, будинок культури, бібліотека, 2 медичних заклади, 1 відділення зв'язку, 3 АТС на 103 номери, 4 торговельні заклади. Наявне проводове радіомовлення.
На території ради розташовані Свято-Георгіївська церква (с. Піски), Свято-Дмитрівська церква (с. Антонівка).
По території ради проходять Т 0302, Т 1806.

## Склад ради
Рада складається з 12 депутатів та голови.
- Голова ради: Сокальський Андрій Дмитрович
- Секретар ради: Барчук Галина Василівна

### Керівний склад попередніх скликань
| Прізвище, ім'я, по батькові  | Основні відомості                                                         | Дата обрання | Дата звільнення |
| ---------------------------- | ------------------------------------------------------------------------- | ------------ | --------------- |
| Юзвик Леся Володимирівна     | Сільський голова, 1955 року народження, позапартійна                      | 26.03.2006   | 31.10.2010      |
| Сокальський Андрій Дмитрович | Сільський голова, 1970 року народження, освіта вища, член Партії регіонів | 31.10.2010   | 25.10.2015      |
| Сокальський Андрій Дмитрович | Сільський голова, 1970 року народження, освіта вища, безпартійний         | 25.10.2015   |                 |

Примітка: таблиця складена за даними сайту Верховної Ради України та ЦВК

### Депутати VII скликання
За результатами місцевих виборів 2015 року депутатами ради стали:

#### За суб'єктами висування
| Суб'єкт висування      | Кількість обраних депутатів | %     |
| ---------------------- | --------------------------- | ----- |
| Самовисування          | 11                          | 91.67 |
| Аграрна партія України | 1                           | 8.33  |

#### За округами
| № округу | Прізвище, ім'я, по батькові     | Ким висунуто           | Дата нар.  | Освіта              | Партійна приналежність | Відомості                                          |
| -------- | ------------------------------- | ---------------------- | ---------- | ------------------- | ---------------------- | -------------------------------------------------- |
| 1        | Тарнавська Ірина Григорівна     | Самовисування          | 10.04.1978 | вища                | безпартійна            | Сільська рада, бухгалтер                           |
| 2        | Барчук Галина Василівна         | Самовисування          | 28.08.1961 | вища                | безпартійна            | Сільська рада, секретар                            |
| 3        | Коносевич Григорій Ілліч        | Самовисування          | 30.05.1965 | вища                | безпартійний           | Не працює                                          |
| 4        | Марчук Олексій Вікторович       | Аграрна партія України | 09.02.1986 | вища                | безпартійний           | Берестечківське ПТУ 27, викладач                   |
| 5        | Демус Сергій Андрійович         | Самовисування          | 03.08.1973 | вища                | безпартійний           | ПП «ВОЛ», механік                                  |
| 6        | Золоілов Володимир Анатолійович | Самовисування          | 13.08.1971 | вища                | безпартійний           | Не працює                                          |
| 7        | Гаврилюк Володимир Миколайович  | Самовисування          | 20.12.1957 | вища                | безпартійний           | Не працює, пенсіонер                               |
| 8        | Пилипчук Наталія Сергіївна      | Самовисування          | 06.02.1969 | професійно-технічна | безпартійна            | ВСПА Горохівського терцентру, соціальний працівник |
| 9        | Василевська Лариса Іванівна     | Самовисування          | 19.06.1975 | вища                | безпартійна            | Берестечко РЛ № 2, акушер                          |
| 10       | Данильчук Наталія Юріївна       | Самовисування          | 17.06.1987 | професійно-технічна | безпартійна            | Не працює                                          |
| 11       | Івашенюк Василь Анатолійович    | Самовисування          | 27.11.1967 | вища                | безпартійний           | ФГ с. Гектари, голова ФГ                           |
| 12       | Старик Роман Іванович           | Самовисування          | 10.12.1972 | професійно-технічна | безпартійний           | СВ.Дмитрівської ПЦ с. Антонівка, настоятель ПЦ     |